# Ilo Wallace

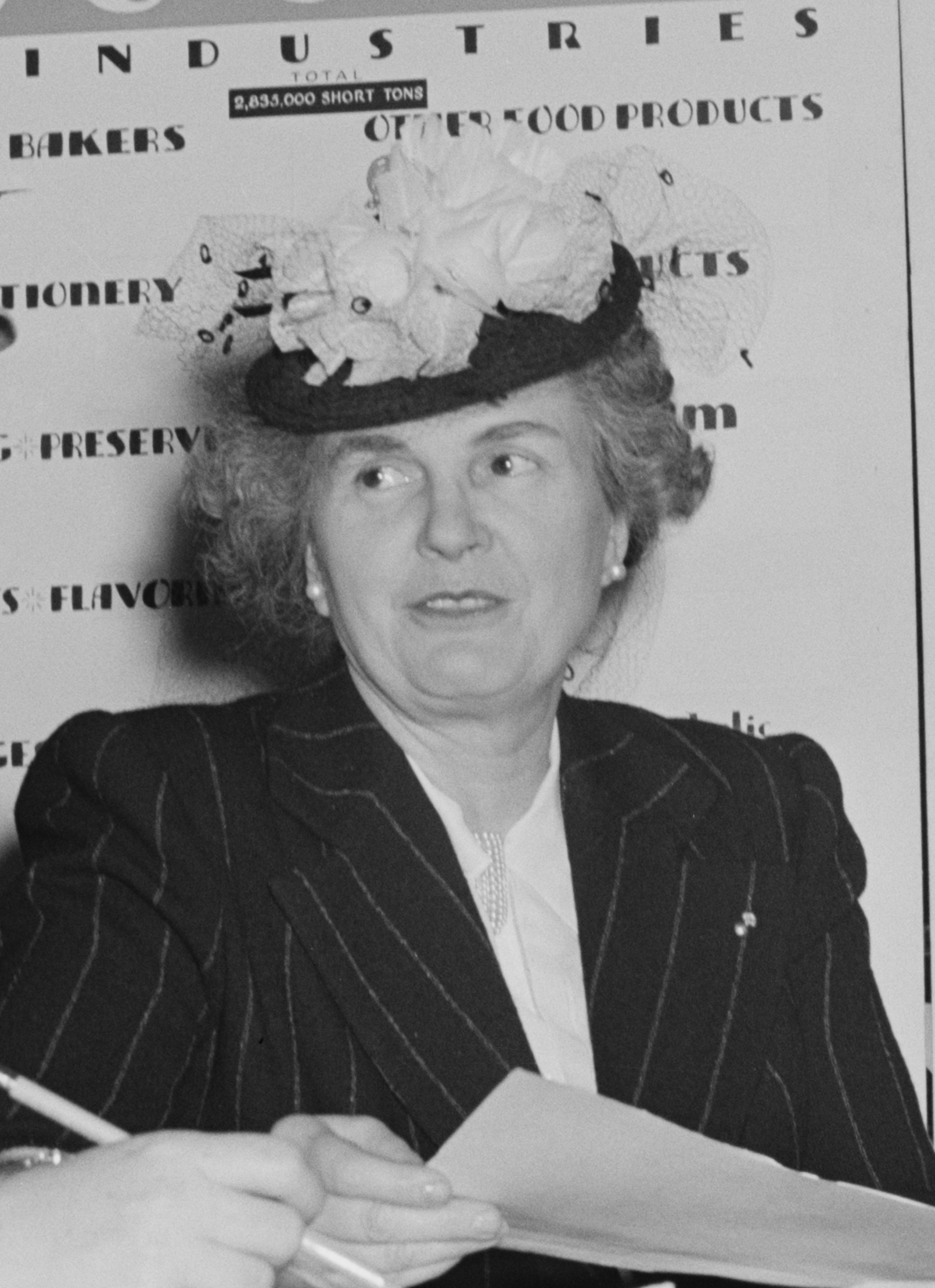
Ilo Wallace

Ilo Browne Wallace (* 10. März 1888 Indianola, Iowa; † 22. Februar 1981 in South Salem, New York) war die Ehefrau Henry A. Wallaces, des ehemaligen Vizepräsidenten der USA.
Am 20. Mai 1914 heiratete sie Wallace. Sie brachte zwei Söhne und eine Tochter zur Welt. Mit dem Erbe ihrer Eltern bauten sie und ihr Ehemann 1926 die Hi-Bred Corn Company auf.